# 姫騎士様のヒモ
『姫騎士様のヒモ』（ひめきしさまのヒモ）は、白金透による日本のライトノベル。イラストはマシマサキが担当している。電撃文庫（KADOKAWA）より2022年2月から刊行されている。第28回電撃小説大賞大賞受賞作。2025年5月時点で、電子版も含めたシリーズ累計発行部数は20万部を突破している。
メディアミックスとして、きぃやんによるコミカライズがComicWalker（現・カドコミ）にて2022年9月から連載中。また、テレビアニメの制作が決定している。
とある事情から本当の実力を隠している男がヒモのふりをしながら姫騎士を支えるべく暗躍する様子を描く。

## 登場人物

### 主要人物
マシュー
声 - 諏訪部順一
男性。元冒険者で経歴不詳。「減らず口（ワイズクラック）」と馬鹿にされている。
アルウィン・メイベル・プリムローズ・マクタロード
声 - 小松未可子
女性。魔物に滅ぼされた祖国の再興を誓って、秘宝を求めてダンジョン攻略に励んでいる。

### ギルド関係者
ヴァネッサ
女性。ギルド所属の鑑定士。男を見る目がなく、現在の彼氏は酒浸りの画家志望。マシューは恋愛対象外
デズ
ドワーフの男性。冒険者ギルドの専属冒険者。マシューとは旧知の仲で、彼の過去を知る人物。
エイプリル
少女。ギルドマスターの孫娘。マシューと仲が良い。養護施設で子供たちの世話をしており、心優しい性格。

### その他
太陽神（たいようしん）
人々に崇められている神。マシューやデズといった『百万の刃』のメンバーに試練という呪いを与えた。
ポリー
マシューの元彼女。要領が悪く、後先を考えない行動が多い。マシューに捨てられたと思い1年ほど行方をくらましていた。

## 既刊一覧

### 小説
- 白金透（著）・マシマサキ（イラスト） 『姫騎士様のヒモ』 KADOKAWA〈電撃文庫〉、既刊6巻（2025年5月10日現在）
  1. 2022年2月10日発売[13]、ISBN 978-4-04-914215-0
  2. 2022年6月10日発売[14]、ISBN 978-4-04-914400-0
  3. 2022年11月10日発売[15]、ISBN 978-4-04-914584-7
  4. 2023年4月7日発売[16]、ISBN 978-4-04-914869-5
  5. 2023年9月8日発売[17]、ISBN 978-4-04-915143-5
  6. 2025年5月10日発売[4]、ISBN 978-4-04-916503-6

### 漫画
- 白金透（原作）・マシマサキ（キャラクターデザイン）・きぃやん（作画） 『姫騎士様のヒモ』 KADOKAWA〈電撃コミックスNEXT〉、既刊3巻（2024年12月26日現在）
  1. 2023年2月25日発売[18][7]、ISBN 978-4-04-914909-8
  2. 2023年10月26日発売[19]、ISBN 978-4-04-915269-2
  3. 2024年12月26日発売[20]、ISBN 978-4-04-916009-3

## テレビアニメ
2025年2月に開催されたオンラインイベント「電撃文庫 超新春感謝 冬の祭典オンライン2025」にてテレビアニメ化が発表された。

### スタッフ
- 原作 - 白金透[6]
- 監督 - 熊野千尋[6]
- シリーズ構成 - 赤尾でこ[6]
- キャラクターデザイン - 石井久雄[6]
- アニメーション制作 - BLADE[6]